# Edmond Riquier-Delaunay
Edmond-Jules Riquier-Delaunay dit Riquier-Delaunay ou Delaunay-Riquier, né à Lille le 29 septembre 1826 et mort à Lille le 17 octobre 1899, est un chanteur lyrique ténor puis baryton ainsi qu'un professeur au conservatoire de Lille.

## Biographie
Il a résidé successivement au 20, rue Neuve-des-Mathurins (aujourd'hui rue des Mathurins) à Paris puis en 1862 au 3, cité Gaillard (aujourd'hui rue Paul-Escudier) à Paris, deux adresses dans le 9ème arrondissement.

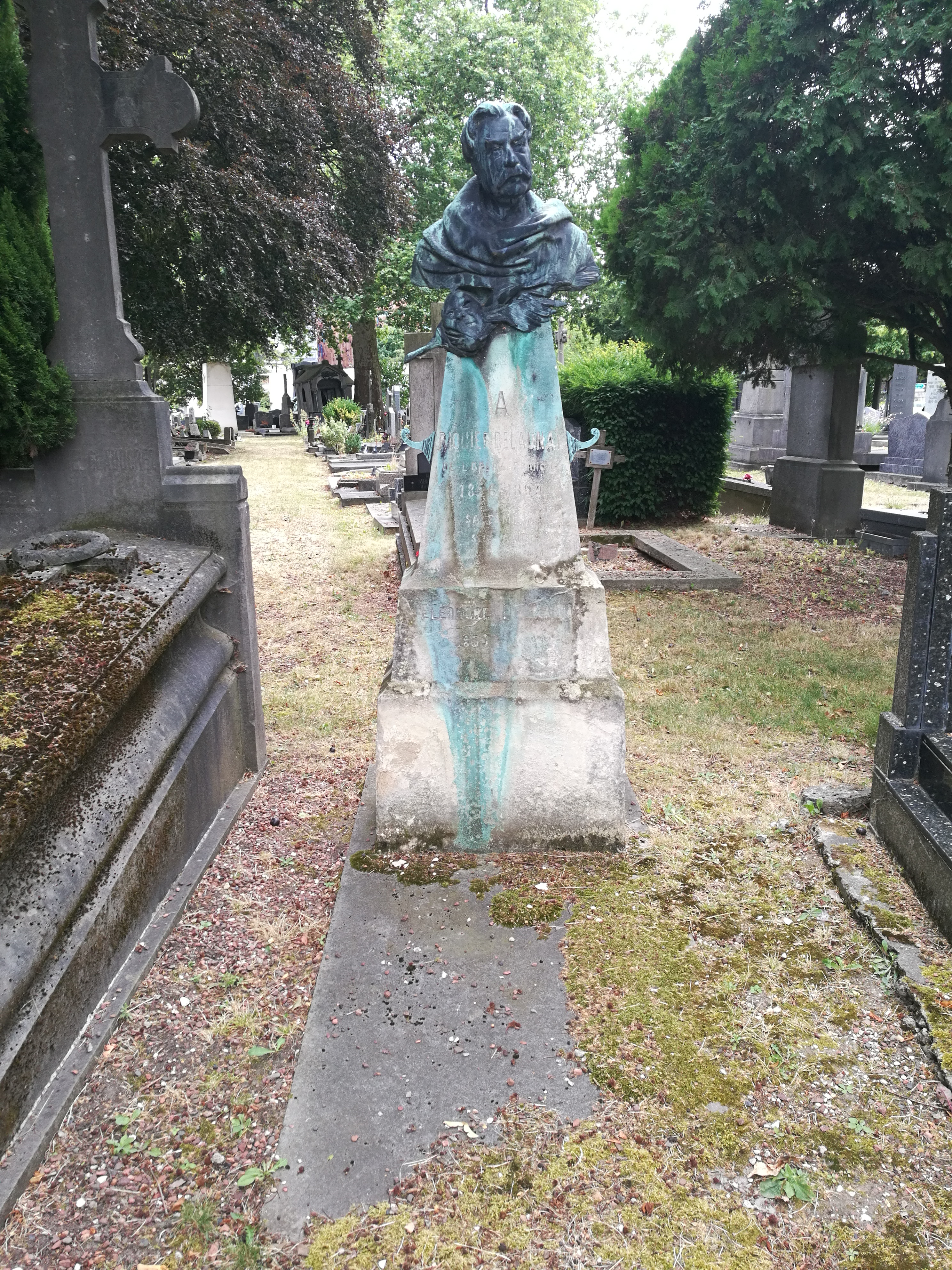
Sépulture d'Edmond Riquier-Delaunay au cimetière de l'Est de Lille.

Il décède le 17 octobre 1899 à son domicile situé au 8, rue Lepelletier à Lille. Sa sépulture est située dans l'allée G1 face à l'allée G3 au cimetière de l'Est de Lille non loin de celle de Ferdinand Capelle, hautboïste et également professeur au conservatoire de Lille.

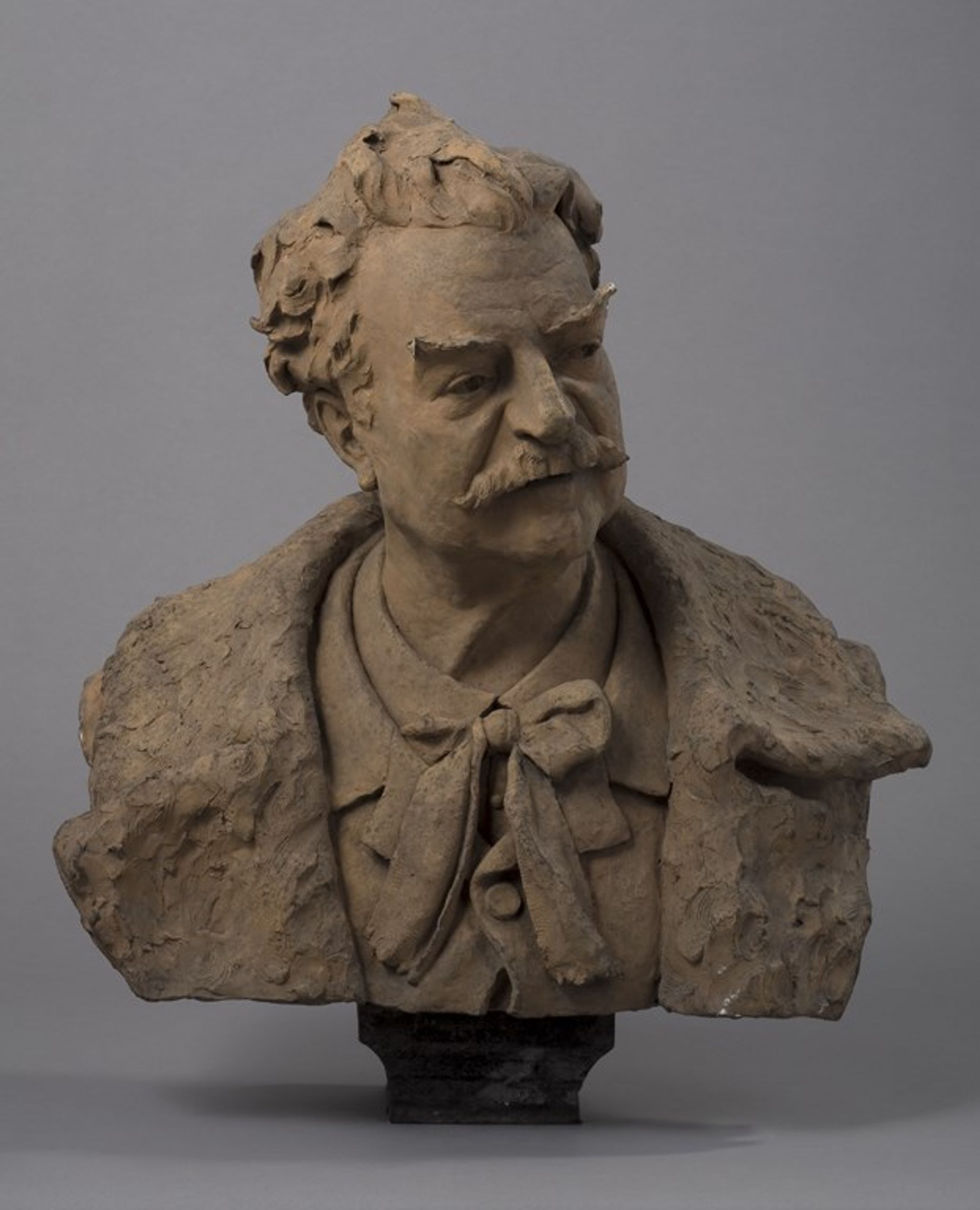
Buste d'Edmond Riquier-Delaunay au palais des Beaux-Arts de Lille.

La collection du palais des Beaux-Arts de Lille contient un buste de Gustave Elsinger à son effigie en plâtre patiné terre cuite.

### Formation
Il commença ses études à Lille et les termina au conservatoire de Paris en 1850 où il fut l'élève de Marco Bordogni.
Il obtint en 1849 ses deux seconds prix de chant et d'opéra-comique et l'année suivante le premier prix d'opéra-comique.

### Années d'activité
Immédiatement après ses études en 1850, il entre au Théâtre de l'Opéra-Comique où il chanta dans plusieurs créations et œuvres déjà créées jusqu'en 1859 :
- Giralda ou la Nouvelle Psyché, musique d'Adolphe Adam, livret de Scribe, créé le 20 juillet 1850
- Bonsoir, monsieur Pantalon, musique d'Albert Grisar, créé en 1851
- Le Calife de Bagdad, rôle d'Isaoun, musique de François-Adrien Boieldieu, en 1851
- Joseph, rôle de Joseph, musique d'Étienne Nicolas Méhul, en 1851
- Les Voitures versées, rôle d'Armand, musique de François-Adrien Boieldieu, en 1852
- Le Déserteur, rôle d'Alexis, musique de Pierre-Alexandre Monsigny, en 1853
- Le Sourd ou l'Auberge pleine, rôle du Chevalier d'Orbe, musique d'Adolphe Adam, livret de Leuven et Langlé, créé le 2 février 1853
- L’Étoile du Nord, rôle de Ismaïlov, musique de Giacomo Meyerbeer, crée le 16 février 1854
- Les Trovatelles, musique de Jules Duprato, créé le 18 juin 1854
- L’Opéra au camp, rôle de Larose, musique d'Alphonse Varney, créé le 18 août 1854
- Jenny Bell, rôle de Lord Mortimer, musique de Daniel-François-Esprit Auber, créé le 2 juin 1855
- Le Houzard de Berchini, musique d'Adolphe Adam, créé le 17 octobre 1855
- Les Saisons, rôle de Pierre, musique de Victor Massé, créé le 22 décembre 1855
- Le Roi Don Pèdre, musique de Ferdinand Poise, crée le 30 septembre 1857
- Le Carnaval de Venise, rôle de Lélio, musique d'Ambroise Thomas, créé le 9 décembre 1857

En 1859, il fut engagé au Théâtre-Lyrique où il porta à nouveau plusieurs rôles titres :
- Joseph, rôle de Joseph, musique d'Étienne Nicolas Méhul
- Le Déserteur, rôle d'Alexis, musique de Pierre-Alexandre Monsigny
- L'Enlèvement au sérail, rôle de Belmonte, musique de Wolfgang Amadeus Mozart, le 12 septembre 1859
- Les Rosières, rôle du comte d'Ennemont, musique de Ferdinand Hérold, créé le 5 juin 1860
- Astaroth, musique de Jean-Jacques-Joseph Debillemont, crée le 25 janvier 1861
- Madame Grégoire, musique de Louis Clapisson, créé le 8 février 1861

Il se produisit en région et en Belgique au Théâtre de la Monnaie en 1863 puis comme membre de la troupe du théâtre d'Anvers pour les saisons 1862-1863, avec sa femme, et 1867-1868. En Belgique, il se produira dans les œuvres suivantes :
- Roméo et Juliette, rôle de Grégorio, valet des Capulet, musique de Charles Gounod, le 18 novembre 1867
- Le Béarnais, rôle de Henri IV, musique de Jean-Théodore Radoux, le 30 janvier 1868
- Robinson Crusoé, rôle de Sir William Crusoé, musique de Jacques Offenbach, le 17 février 1868
- La Jolie Fille de Perth, rôle du duc de Rothsay, musique de Georges Bizet, le 14 avril 1868
- Une folie à Rome, musique de Federico Ricci, le 11 février 1870

En fin de carrière il endossa également des rôles de baryton.
Après son retrait de la scène, il est nommé professeur d'opéra-comique et de diction au conservatoire de Lille en 1890 et assure cette fonction jusqu'à sa mort en 1899.